# 福里斯特霍姆 (阿拉巴馬州)
福里斯特霍姆（英語：Forest Home）是一個位於美國阿拉巴馬州巴特勒縣的非建制地區。該地的面積和人口皆未知。

## 地理
福里斯特霍姆的座標為31°51′44″N 86°50′33″E / 31.862222°N 86.842500°E，而該地最高點為海拔高度132米（即433英尺）。